# رقیق‌سازی (معادله)

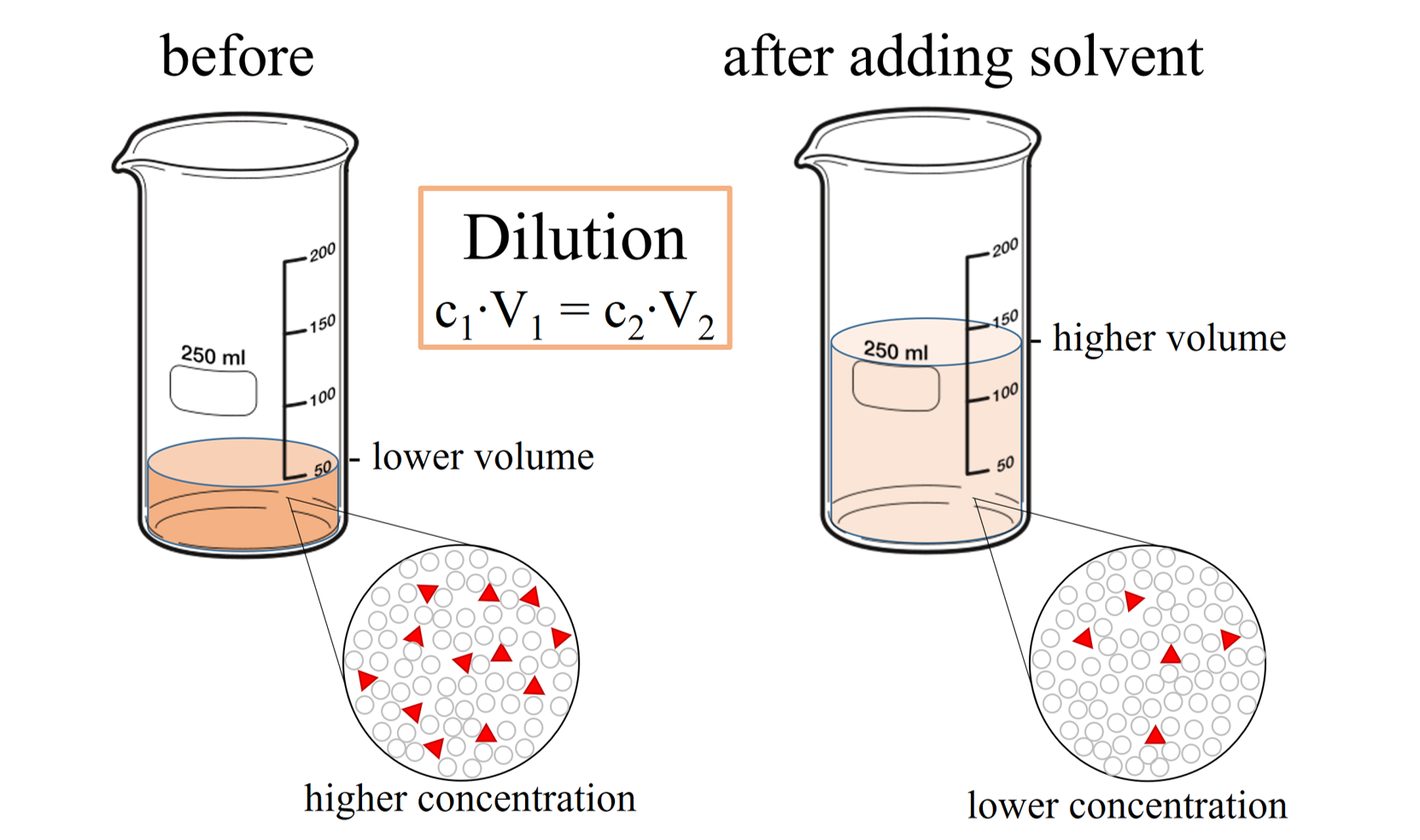
رقیق‌سازی محلول با افزودن حلال بیشتر

رقیق‌سازی یا رقت، فرایند کاهش غلظت حل‌شونده در محلول است و معمولاً به سادگی با اضافه کردن حلال بیشتر مانند افزودن آب بیشتر به محلول صورت می‌پذیرد. رقیق کردن محلول به معنای افزودن حلال بیشتر بدون افزودن حل‌شونده بیشتر است. محلول حاصل باید کاملاً مخلوط شده تا اطمینان حاصل شود که تمام قسمت‌های محلول یکسان هستند.
در این شرایط یک تناسب مستقیم بین غلظت و حجم محلول در حالت‌های مختلف وجود دارد.
به عنوان مثال، اگر ۱۰ گرم نمک NaCl (ماده حل‌شونده) در ۱ لیتر آب (حلال) حل شده باشد، این محلول دارای غلظت (مولاریته) خاصی است. اگر ۱ لیتر آب به این محلول اضافه شود، غلظت نمک کاهش می‌یابد. اما محلول رقیق شده هنوز حاوی همان ۱۰ گرم نمک (۰٫۱۷۱ مول NaCl) است.
از نظر ریاضی این رابطه را می‌توان با معادله زیر نشان داد:
{\displaystyle c_{1}\times V_{1}=c_{2}\times V_{2}}
که در آن:
- c 1 = غلظت یا مولاریته اولیه
- V 1 = حجم اولیه
- c 2 = غلظت یا مولاریته نهایی
- V 2 = حجم نهایی